# Coelotes hiradoensis
Coelotes hiradoensis là một loài nhện trong họ Amaurobiidae.
Loài này thuộc chi Coelotes. Coelotes hiradoensis được miêu tả năm 2006 bởi Okumura & Ono.